# Bundesversicherungsamt
Pour les articles homonymes, voir BVA.
Le Bundesversicherungsamt (BVA) (en français, Office fédéral des assurances) est une administration fédérale allemande. Il exerce le contrôle juridique des sécurités sociales fédérales, c'est-à-dire dont l'activité est présente dans au moins trois Länder. Il dépend du ministère fédéral du Travail et du ministère fédéral de la Santé.

## Histoire
Le Bundesversicherungsamt est fondée par une loi le 9 mai 1956. Son siège se trouve à Berlin jusqu'en novembre 2000. Il est placé à Bonn dans le cadre de la réorganisation du changement de capitale de l'Allemagne.

## Missions
- Approbation des statuts, de la gestion économique et des entreprises.
- Paiement des prestations de maternité aux travailleurs non assurés.
- Gestion des subventions fédérales à la sécurité sociale.
- Financement fédéral de la sécurité sociale de l'agriculture, de la sylviculture et de l'horticulture.
- Mise en œuvre de la compensation financière au titre des fonds de soins.
- Répartition des charges entre les Berufsgenossenschaft commerciaux.
- Mise en œuvre de l'ajustement des risques de l'assurance maladie nationale.
- Gestion du fonds de santé.
- Gestion du fonds d'indemnisation des soins infirmiers.
- Approbation des programmes de gestion des maladies.

## Estimation de la crise par le BVA
L'estimation de la crise selon le § 220 SGB V a pour but sur la base des statistiques officielles de l'assurance maladie publique d'évaluer l'évolution des revenus, des dépenses et du nombre de personnes assurées et des membres de l'assurance maladie obligatoire pour l'année en cours et faire des prévisions pour l'année suivante.
Le comité comprend des représentants du ministère fédéral de la Santé, du BVA et de l'Association fédérale des sociétés d'assurance mutuelle. Il est présidé par un représentant du BVA. Le comité estime également le taux de base pour la masse salariale et détermine l'augmentation par assuré des remboursements par les sociétés d'assurance mutuelle.

## Présidents
- 1956–1969 Kurt Hofmann
- 1969–1975 Johannes Meier
- 1975–1977 Dieter Schewe
- 1977–1992 Alfred Christmann
- 1992–1993 Martin Ammermüller
- 1993–2008 Rainer Daubenbüchel
- 2008–2009 Josef Hecken
- 2010–2015 Maximilian Gaßner
- Depuis 2015 Frank Plate

## Source de la traduction
- (de) Cet article est partiellement ou en totalité issu de l’article de Wikipédia en allemand intitulé « Bundesversicherungsamt » (voir la liste des auteurs).